# Luk Bral
Luk Bral (Drongen, 1 februari 1949 – Sint-Amandsberg, 4 september 2020) was een Vlaamse zanger, kunstschilder en kleinkunstenaar.

## Levensloop
In 1972 studeerde Bral af aan de Antwerpse kleinkunstacademie Studio Herman Teirlinck.
Hij begon bij de BRT als assistent-producer van Binnen en Buiten en dj bij Omroep Antwerpen. Bral kreeg een platencontract en bracht enkele singles uit, waaronder "Hallo hier ben ik dan". Zijn eerste album, Vrije vogel (1974), werd geproduceerd door Jack de Nijs. In 1975 deed hij zelfs mee als kandidaat voor Eurosong, maar zonder enig succes.
In 1981 probeerde Bral het in het Engels met Luk Bral's Plastic Dreamband en bracht hij opnieuw enkele singles uit. Hierna vertrok Bral naar steden als Parijs en Londen, waar hij als straatzanger zijn liedjes zong en de kost verdiende als kunstschilder/tekenaar. 
De laatste jaren verbleef hij in een woonzorgcentrum in Sint-Amandsberg bij Gent, waar hij is overleden.

## Discografie
Singles:  
- Hallo, hier ben ik dan (1974)
- He, he 't is zomer (1974)
- Een zonnige zondagmiddag (1975)

Albums:
- Vrije vogel (1974)
- Het tedere geweld (1977)
- Beminnen (1979)

Luk Bral's Plastic Dreamband, singles:
- Plastic dreamland (1981)
- Londen, Parijs, Amsterdam (1981)
- Anarchia (1981)